# ミカエラ・ブライド
ミカエラ・ブライド（Michaela Blyde、1995年12月29日 - ）は、ニュージーランドの女子ラグビー選手。

## プロフィール
- ニュージーランド・ニュープリマス出身[1]。
- ポジションはウィング(WTB)。
- 身長 163cm、体重 61kg

## 略歴
ニュー・プリマス・ガールズ高校卒業後、2018年、ラグビーワールドカップセブンズ2018の7人制女子ニュージーランド代表に選ばれて金メダル獲得。
そして2021年、東京五輪の7人制女子ニュージーランド代表に選ばれて金メダル獲得。
2024年、2024パリ五輪の7人制女子ニュージーランド代表に選ばれて金メダル獲得。

## 受賞歴
- ワールドラグビー最優秀女子セブンズ選手賞:2017年・2018年[5]